# Stephan Niederwieser
Stephan Konrad Niederwieser (* 1962 in Niederbayern) ist ein deutscher Psychotraumatherapeut, Heilpraktiker, Autor und Übersetzer. Er ist bekannt für seine therapeutischen Sachbücher, Romane mit Fokus auf queere Themen sowie Übersetzungen aus dem Englischen und Schwedischen. Er lebt und arbeitet in Berlin.

## Leben
Niederwieser studierte Germanistik in Saarbrücken und München und lebte zwei Jahre in New York. Nach seiner Rückkehr nach Deutschland absolvierte er eine Ausbildung zum Heilpraktiker und erlernte verschiedene Methoden wie den körpertherapeutischen Ansatz Hakomi, klassische Homöopathie und Bach-Blütentherapie. Von 1988 bis 1992 führte er eine alternativmedizinische Praxis. Danach war er bis 2001 als Redakteur und Zeitschriftenentwickler bei Burda und Heinrich Bauer tätig. Von 2008 bis 2012 arbeitete er als Abteilungsleiter für Fotobücher, Belletristik und Ratgebertitel im Bruno Gmünder Verlag in Berlin.
Seit 2012 ist Niederwieser hauptberuflich als Heilpraktiker tätig und spezialisiert sich in seiner Berliner Praxis auf Psychotraumatherapie, unter anderem mit Methoden wie Hakomi, Somatic Experiencing und NARM. Seine traumatherapeutische Herangehensweise umfasst verschiedene psychotraumatologische, somatische und identitätsorientierte Ansätze.

## Werk
Niederwieser wurde in den 1990er-Jahren durch alternativmedizinische Sachbücher zu verschiedenen Heilkräutern bekannt. Seine Romane, darunter die Trilogie An einem Mittwoch im September (1998), Das einzige, was zählt (1999) und Eine Wohnung mitten in der Stadt (2001), thematisieren schwule Lebenswelten und erschienen bei Querverlag und Piper. Zudem veröffentlichte er mehrere Ratgeber zu Sexualität und Coming-out, vor allem beim Bruno Gmünder Verlag. Seit 2018 konzentriert er sich auf Psychotraumatherapie und veröffentlichte dazu Werke wie Das Trauma von der Seele schreiben (2018). Als Übersetzer übertrug er Werke aus dem Englischen und Schwedischen, insbesondere queere Literatur, ins Deutsche. Seine Kurzgeschichten erschienen in Anthologien bei Verlagen wie Knaur, Heyne und Querverlag.

## Werke (Auswahl)

### Psychotraumatherapie
- Das Trauma von der Seele schreiben: Eine neue Methode zur Selbstheilung. Kösel-Verlag, München 2018, ISBN 978-3-641-22160-7.
- Nie mehr schämen: Wie wir uns von lähmenden Gefühlen befreien. Kösel-Verlag, München 2019, ISBN 978-3-466-34708-7.

### Sachbücher (Alternativmedizin)
- Heilen mit Schwarzkümmel. Mosaik bei Goldmann, München 1998, ISBN 978-3-442-16122-5.
- Die Wunderpflanze Rizinus: Das Geheimnis der Palma Christi. Droemer-Knaur, München 1999, ISBN 978-3-426-76193-9.
- Die Heilungsgeheimnisse der Naturvölker: Vergessene Heilkräuter und Rituale. Mosaik bei Goldmann, München 1999, ISBN 978-3-442-16181-2.

### Ratgeber (Sexualität)
- Out & Proud: Willkommen in deiner neuen Welt. Bruno Gmünder, Berlin 2006, ISBN 978-3-86187-994-7.
- Die Bibel des schwulen Sex. Bruno Gmünder, Berlin 2012, ISBN 978-3-86787-394-9.

### Romane
- An einem Mittwoch im September. Piper, München 2004, ISBN 978-3-492-24218-9.
- Das einzige, was zählt. Piper, München 2004, ISBN 978-3-492-24225-7.

### Biografien
- Peter Maffay: Der Rocker mit Gefühl. Econ, Düsseldorf 1996, ISBN 978-3-612-12010-6.